# S4C
S4C (Pronunciació en gal·lès: [ˌɛs ˌpɛdwar ˈɛk], del gal·lès Sianel Pedwar Cymru, que significa «Canal Quatre Gal·les») és un canal de televisió en obert i en gal·lès. S4C és el quart canal de televisió més antic del Regne Unit, després de BBC One, Independent Television i BBC Two; (S4C va començar les seves emissions un dia abans que Channel 4). El primer canal de televisió dirigit específicament a una audiència de parla gal·lesa. Al 2017-2018, S4C tenia una mitjana de 131 empleats.
El canal va començar les seves emissions l'1 de novembre de 1982, responent a la demanda d'un canal que servís a la població de parla gal·lesa. Mentre la resta del Regne Unit rebia el senyal de Channel 4, la nació de Gal·les es va quedar amb S4C. La programació original estava composta per espais en anglès (majoritàriament procedents de Channel 4) i programes en gal·lès en l'horari central, de 18:00 a 22:00.
Des del 30 d'abril de 2010, data de l'apagada analògica a Gal·les, tota la programació de S4C està en idioma gal·lès, mentre que Channel 4 funciona per separat.
S4C no produeix programes propis, sinó que els encomana a companyies independents. En la dècada de 1980, el canal va guanyar reputació per encarregar dibuixos animats que es van convertir en èxits mundials com SuperTed, Fireman Sam, Shakespeare - The Animated Tales. El canal també és notable per les sèries d'alta qualitat que han assolit l'èxit internacional, Incloent I Gwyll, 35 Days i One Wednesday Morning. La programació esportiva atrau un gran nombre d'espectadors al canal i, tot i la ferotge competència pels drets esportius per part d'un canal comercial, S4C busca oferir una varietat d'esports, inclòs el futbol i el rugbi.
El servei és supervisat pel Departament de Digital, Cultura, Mitjans i Esport a Ciutat de Westminster. El departament solia finançar el canal completament, però des de 2010 la subvenció s'ha reduït al voltant de 6,8 milions de lliures a l'any i la resta dels fons de S4C prové de la BBC i la llicència de televisió. S4C també rep diners per vendre publicitat, però el nivell d'ingressos per publicitat ha disminuït a mesura que els televidents han recorregut a mètodes digitals per rebre els seus serveis de televisió, ja que S4C només va poder vendre publicitat en els programes en anglès de Channel 4 en forma analògica. Després de la desconnexió analògica, el canal busca ingressos comercials d'una varietat de fonts, incloent-hi la televisió i la publicitat de serveis en línia; a través d'associacions comercials; programa de vendes i coproducció i equitat en projectes i empreses digitals.
El 2008 es va llançar un servei per a infants al canal anomenat Cyw, amb sis hores i mitja de programació tots els dies de dilluns a divendres.

## Història[calcitació]

### Campanya
Abans del llançament de S4C el dilluns 1 de novembre de 1982 (un dia abans de Channel 4 a la resta del Regne Unit), els parlants de Gal·les havien estat atesos per programes ocasionals en gal·lès, emesos com a desactivacions regionals a BBC Cymru Wales i HTV Cymru Wales (la franquícia Independent Television a Gal·les), generalment en hores punta o inconvenients. Això va resultar insatisfactori per als telespectadors de gal·lès, que van veure l'arranjament com un nyap i, alhora, una molèstia per als parlants no gal·lesos, que van trobar que els programes en anglès vistos a la resta del Regne Unit sovint es reprogramaven o no es transmetien.
Durant la dècada de 1970 els activistes lingüístics lluitaren per un servei de televisió en idioma gal·lès. Els destil·lats gallecs són necessaris per pagar la llicència de televisió, irromputs en estudis de televisió i fins i tot els manifestants treparon màstics i destrueixen equips de transmissió. L'any 1980, Gwynfor Evans es va amenitzar amb el morir d'hivern després del govern de Margaret Thatcher va retirar la promesa que va fer que s'estengués a la vegada un canal en idioma gal·lès. A continuació, les persones que tinguin protagonisme destacat com el que va aplicar l'Arquebisbe de Gales, Cledwyn Hughes i Goronwy Daniel es reuniren amb un membre del gabinet, Margaret Thatcher es va canviar d'opinió i va establir el canal.

### Inici
El 1998, es va llançar un servei de televisió digital terrestre (més tard conegut com a Freeview) i una plataforma de satèl·lit Sky a tot el Regne Unit. En el servei terrestre, S4C va ser recompensat amb la meitat de Multiplex A. Les xarxes digitals S4C (SDN) es van crear per vendre aquest espai i fora de Gal·les, l'espai va ser contractat a diverses emissores, inclosa QVC. Vam començar a transmetre l'únic canal gal·lès de S4C Digidol, i S4C2, que transmet les reunions de l'Assemblea Nacional per a Gal·les. S4C Digital i S4C2 disposició pels països de la Gran Bretanya a través de satèl·lit, així com per Gal·les a la TDT i servei de cable en els mitjans de Virgenen parts de sud de Gal·les. Després de la finalització de la conversió digital a Gal·les el 31 de març de 2010, es va tancar l'antic servei analògic S4C, deixant a S4C Digital com el principal canal d'idioma gal·lès.
De vegades, quan el canal analògic de S4C no es transmetia en gal·lès, es mostraven els programes de Channel 4 produïts per a la resta del Regne Unit, però això va arribar a la seva fi quan la televisió analògica es va apagar a Gal·les en 2009 i 2010 com a part del Canvi Digital a les nacions de Gran Bretanya.
El canal va començar a emetre l'1 de novembre de 1982, la nit anterior a l'obertura de Channel 4.

## Programació[calcitació]
L'objectiu de S4C és proporcionar un servei que ofereix una àmplia gamma de programes en gal·lès. Com Channel 4, S4C no produeix programes propis; en canvi, encarrega programes de BBC Cymru Wales i productors independents (tot i que la quantitat adquirida a ITV Cymru Wales s'ha reduït molt des dels primers anys de S4C), i ha desenvolupat una reputació particular per encarregar animació, com SuperTed, Rocky Hollow, Fireman Sam (també emès per la BBC), Gogs, Shakespeare: The Animated Tales and Animated Tales of the World.
BBC Wales compleix els seus requisits de servei públic produint programes en gal·lès, inclosos Newyddion, el butlletí de notícies de S4C i una telenovel·la, Pobol i Cwm, i proporcionant-los gratuïtament a S4C. També ha proporcionat (o amb llicència) versions en llengua gal·lesa de programes en anglès, com Tweenies. Al servei analògic, S4C va mostrar programes produïts per a Channel 4 a la resta del Regne Unit, ja sigui simultàniament o per hora, fora de les hores punta. Aquests programes van ser proporcionats a S4C per Channel 4, de franc.
Per fer el contingut més accessible als parlants d'anglès, tota la programació en gal·lès porta subtítols en anglès. Originalment es trobaven a la pàgina 888 del teletext, amb subtítols en gal·lès a la pàgina 889, amb els dos idiomes de subtítols ara també disponibles a les plataformes de televisió digital. Per als parlants d'anglès que aprenen gal·lès, alguns programes, en particular els programes per a nens Planed Plant Bach (ara Cyw) i Planed Plant (ara Stwnsh), porten subtítols en gal·lès amb traduccions addicionals a l'anglès entre claudàtors al costat de paraules en anglès més difícils. Les pel·lícules de televisió produïdes per a S4C han rebut bones crítiques estrangeres; Hedd Wyn va ser nominada com a Millor Oscar en llengua estrangera el 1994 i Solomon & Gaenor el 2000.
El senyal analògic S4C també es va estendre a la costa est de la República d'Irlanda. En el passat, es va retransmetre en diverses zones allà on els senyals terrestres UHF mitjançant els anomenats "deflectors". Fins a la dècada de 1990, alguns proveïdors de cable i MMDS irlandesos també van ser S4C abans de ser substituïts pel Channel 4. Els canals S4C continuen disponibles a la República d'Irlanda a través del servei de satèl·lit Freesat.

### Crisi el 2010
El 20 d'octubre de 2010, el canceller britànic George Osborne MP va anunciar que la responsabilitat de finançar S4C seria transferida a la BBC. Això va seguir a una sèrie de discussions entre el Departament de Digital, Cultura, Mitjans i Esports de govern del Regne Unit i la BBC. Ni S4C ni el govern gal·lès sabien res sobre aquestes discussions i l'anunci va ser completament inesperat per a ells. John Walter Jones, president de S4C, se'n va assabentar per primera vegada quan escoltava Ràdio Cymru. Va dir: "Estic sorprès per l'actitud abusiva que ha mostrat el govern de Londres, no només cap a S4C, sinó també cap a la gent de Gal·les i l'idioma" .la decisió com advertència "increïble" que això va portar a la transmissió de l'idioma gal·lès "a la dècada de 1970 quan S4C no existia. fer-se càrrec dels talls de Jeremy Hunt". L'Autoritat S4C va anunciar que estan buscant una revisió judicial de com es van decidir aquests canvis i la base legal per a ells. La resposta de l'Ministre de Patrimoni de Gal·les, Alun Ffred Jones AM, va ser que la decisió de canviar el règim de finançament de S4C va ser "vergonyosa". Va afegir que no hi va haver discussió i que (el 20 d'octubre de 2010) la decisió encara no havia estat notificada oficialment. Va dir que era un "dia negre" per a Gal·les.
El 25 d'octubre hi va haver una resposta oficial de la Welsh Language Board. La presidenta de la junta, Meri Huws, va dir que la decisió era "totalment insultant" i que tindria un "efecte perjudicial" en l'idioma gal·lès. Ella va declarar:
"En les últimes dècades, S4C ha guanyat estatus per l'idioma, a través de la gran quantitat de programes i pel·lícules que transmet. On un organisme independent prendre decisions de transmissió basades en l'experiència en la planificació del llenguatge, ara hi ha una confusió total. En mantenir les seves negociacions a porta tancada a Londres, el Govern britànic ha soscavat i insultat tota transmissió a Gal·les ".
També va afegir:
"Ens han privat de qualsevol pla a llarg termini per a transmetre a través de Gal·les i ens han limitat a només tres o quatre anys. Ens va portar anys fer campanya per establir el Canal, i va servir a la gent Gal·les a un alt nivell per a l'edat de 28 anys. El govern britànic va trigar només una setmana a desconnectar. És increïble ".
Al documental Week In Week Out emès el 25 d'octubre de 2010, l'ex Director Sènior de S4C, Geraint Stanley Jones (qui va ocupar el càrrec de 1989 a 1994) va dir que no seria prudent si el canal comencés a lluitar pel govern. També va dir que S4C havia perdut "credibilitat i autoritat" en els últims mesos. L'Autoritat S4C també va ser criticada pel diputat conservador Alun Cairns, que va dir que l'autoritat s'havia soscavat. A més d'això, va creuar la decisió de la BBC podria prendre el control d'alguns dels fons de S4C del director de la BBC de Gal·les, Menna Richards. La Sra. Richards va dir que estava complaguda que la BBC hagi pres la decisió de donar suport a la televisió mitjana gal·lesa en el futur i que les companyies independents que produeixen programes per S4C es beneficiaran en el futur. Abans de la crisi financera, l'exministre de l'Oficina de Gal·les, Rod Richards, havia demanat a la BBC que prengués el control de S4C per "les seves estadístiques d'audiència decebedores".
En una reunió pública el 30 d'octubre, Cymdeithas yr Iaith va demanar a tots els membres i al públic en general que no paguin la seva llicència de televisió llevat que el Govern de Westminster garanteixi la independència de S4C. Això va ser recolzat per Labor AM per Mid and West Wales, Alun Davies. Va dir que "l'atac ha de ser resistit (en S4C)".
L'1 de novembre de 2010, els líders dels quatre partits principals a l'Assemblea Nacional - Nick Bourne (conservador), Carwyn Jones (laborista), Ieuan Wyn Jones (Plaid Cymru) i Kirsty Williams (demòcrates liberals) - van escriure una carta conjunta David Cameron, el primer ministre ha demanat als governs de Gal·les i el Regne Unit per encarregar una revisió independent dels plans de govern britànic per S4C. Aquesta col·laboració va ser descrita per les quatre parts com "un pas inusual" per l'editor polític de BBC Wales, Betsan Powys. Un portaveu de l'Oficina de Gal·les va dir que el govern britànic volia que S4C fos independent.

### Trasllat de seu
Al setembre de 2013, S4C va començar un estudi sobre la possible reubicació de la seva seu. El març de 2014 es va anunciar que Carmarthen va ser el guanyador amb una oferta liderada per la Universitat de Gal·les Trinity Saint David. La Universitat posseeix el terreny on es va construir el Centre S4C S4C i l'edifici també alberga a altres empreses de les indústries creatives. Hi va haver una forta oferta de reubicació a Caernarfon, però hi va haver decepció que l'oferta no va tenir èxit.
En 2016 es va revelar que S4C està pagant £ 3 milions de lloguer per avançat a Trinity Saint David University, pagarà el lloguer en els propers 20 anys. Es va expressar preocupació per l'acord i la manca de transparència al voltant dels pagaments comercials entre dos organismes finançats amb fons públics. La Universitat de Gal·les Trinity Saint David va sol·licitar fons per al treball de construcció i va rebre £ 3 milions de Govern de Gal·les i altres £ 3 milions de l'acord de la ciutat de Swansea Bay.
El juny de 2018 es va revelar que més personal abandonarà el canal de què es mudaria a treballar en Carmarthen. S4C va començar a traslladar-se al nou edifici a partir de setembre de 2018 i 54 llocs de treball es traslladarien al centre. Es va retenir una oficina a Cardiff amb fins tècnics, ubicada a la nova seu de BBC Wales amb 70 empleats allà, però un percentatge significatiu dels llocs tècnics es transferirà a la BBC. No obstant això, BBC Wales no reubicaria seu estudi Carmarthen l'any Egin. Al setembre de 2018, S4C es va comprometre a deu anys d'arrendament a la seva oficina de Caernarfon, que compta amb 12 empleats a temps complet.

## Audiència
9,4 milions de persones van veure el canal a tot el Regne Unit durant el període 2017-2018, amb 690.000 espectadors a tot el Regne Unit en una setmana mitjana. També hi va haver 37 milions de sessions de visualització de contingut S4C a Facebook, Twitter i YouTube el 2017-2018, amb 8,2 milions de sessions de visualització de contingut S4C a S4C Arlein i BBC iPlayer.
En una setmana típica del 2017, aproximadament 364.000 espectadors a Gal·les van veure el canal a la televisió durant almenys tres minuts consecutius, el nivell més alt d'abast des del 2014. 166.000 parlants de gal·les a Gal·les van veure S4C cada setmana el 2017.